# Лабзина, Анна Евдокимовна
А́нна Евдоки́мовна Лабзина́, урождённая Я́ковлева (28 ноября 1758 — 3 октября 1828) — русская мемуаристка. По характеристике РБС, её воспоминания, «написанные откровенно и беспритязательно, рисуют довольно живую картину деревенского быта небогатой дворянской семьи на далекой окраине России, сообщают некоторые сведения о М. М. Хераскове и других лицах и дают много бытовых картин того времени».
В первом браке — супруга натуралиста и химика, чиновника Министерства финансов Александра Матвеевича Карамышева (1744—1791). Во втором браке — супруга философа и писателя Александра Фёдоровича Лабзина (1766—1825), основателя масонской ложи и вице-президента Академии художеств, которого активно поддерживала в его деятельности.

## Биография
Дочь надворного советника Евдокима Яковлевича Яковлева (1692—1764). Детство провела в деревне около Екатеринбурга, под надзором своей матери (ум. 1772 г.), женщины энергичной, строгой и богобоязненной, внушившей ей суровые правила жизни и давшей ей спартанское воспитание.
21 мая 1772 года, 13 лет от роду она была выдана замуж за маркшейдера при Берг-коллегии Александра Матвеевича Карамышева, который был на 14 лет её старше. Карамышев был учеником знаменитого Карла Линнея, в 1779 году он был избран членом-корреспондентом Петербургской академии наук. Брак этот был несчастлив. С мужем она побывала в Петербурге, Петрозаводске, на Медвежьих островах (где Карамышев работал над разысканьями «рудных мест»). Затем Анна прожила 5 лет в Петербурге в доме Михаила Хераскова, «в котором нашла себе второго отца и который всячески оберегал её от несправедливостей мужа, коего являлся начальником», так как Карамышев был преподавателем химии в горном училище, а Херасков был вице-президентом Берг-коллегии. В воспоминаниях она с особенной теплотой говорит о Хераскове и его жене Елизавете Васильевне, которые относились к ней, как к дочери, заботясь о её воспитании и образовании. С переводом Карамышева на должность директора банковской конторы в Иркутске она переехала туда же (1779), а затем в Нерчинск. После возвращения в Петербург (1789) вскоре овдовела (1791).
15 октября 1794 года вышла вторично замуж за Александра Федоровича Лабзина, на 8 лет моложе её. «Жизнь со вторым мужем, продолжавшаяся около 29 лет, была, в противоположность жизни с Карамышевым, от которого она перенесла много страданий, исполнена счастья». «С детства религиозно настроенная, склонная к мистицизму, А. Е. Лабзина как нельзя больше подошла к своему мужу, стала верною его сотрудницею и помощницею в его мистической деятельности; она помогала ему в его литературных работах по переводам и изданию „Сионского Вестника“, принимала участие в основанной им 15 января 1800 г. масонской ложе „Умирающего Сфинкса“, в заседания коей допускалась, в виде исключения, как „посетительница“, и живо разделяла все радости и огорчения мужа. Когда, в 1822 г. Лабзин был выслан из Петербурга, его жена последовала за ним в ссылку сперва в г. Сенгилей, а затем в Симбирск. Похоронив мужа (он ум. 26 января 1825 г.), Лабзина переселилась в Москву, в семью профессора московского университета М. Я. Мудрова, и здесь скончалась».

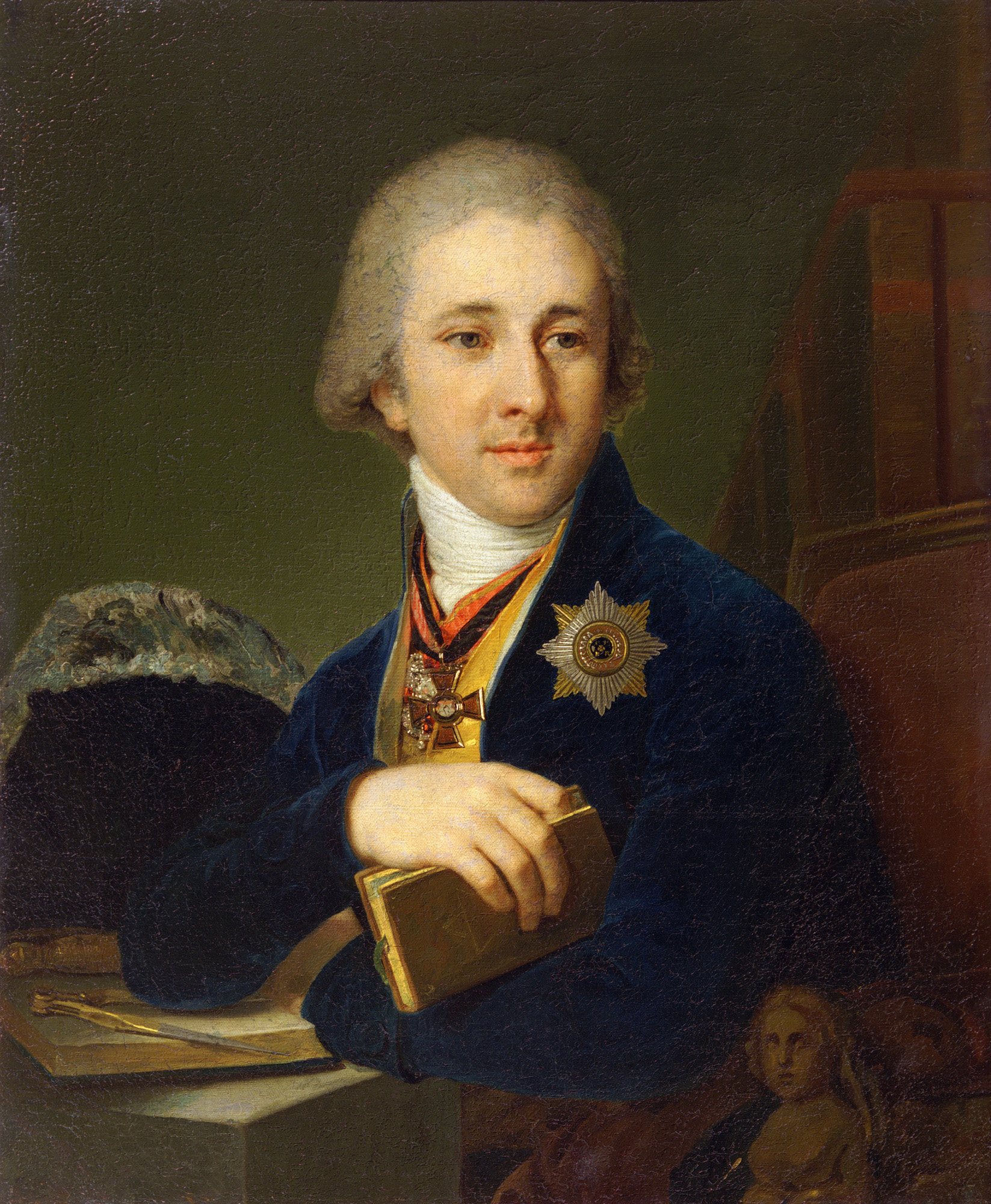
Лабзин на портрете Боровиковского

Детей у неё не было. На портрете кисти Боровиковского она изображена со своей воспитанницей, племянницей профессора — Софьей Алексеевной Мудровой (1797—1870), в браке Лайкевич, сын которой Павел Николаевич Лайкевич (1833—1883) унаследовал парные портреты Лабзиных работы Боровиковского и в 1873 г. подарил их Румянцевскому музею, откуда они в 1925 г. попали в Государственную Третьяковскую галерею.

## Мемуары
«В своих воспоминаниях А. Е. Лабзина представляет картину быта дворянской семьи, обрисовывает свою жизнь, останавливаясь преимущественно на изложении рассуждений, разговоров с замечательными людьми своего времени. Представляет интерес описание взаимоотношений в масонской ложе „Умирающего сфинкса“. Мемуары ценны как материал по истории русской культуры середины XVIII в.».
Эти мемуары были найдены в бумагах И. Е. Великопольского в селе Чукавине, Старицкого уезда Тверской губернии, его дочерью Н. И. Чаплиной. Впервые её мемуары были напечатаны (с сокращениями) Б. Л. Модзалевским в виде приложения к журналу «Русская старина» за 1903 г. (№ 1, 2 и 3). Во втором издании 1914 года они были напечатаны целиком, с приложением извлечений из дневника Лабзиной за 1818 г. и её портрета. Предисловие и примечания написаны Б. Л. Модзалевским, вступительная статья С. Ф. Ольденбургом.
Публикации мемуаров
- Лабзина А. Е. Воспоминания А. Е. Лабзиной. С предисловием и примечаниями Б. Л. Модзалевского. СПб., 1903 г. 4 + 136 стр.
- Лабзина А. Е. Воспоминания Анны Евдокимовны Лабзиной (1758—1828). 1914. Санкт-Петербург, Книгоиздательство «Огни», Типография Б. М. Вольфа.
- Лабзина А. Е. Воспоминания Анны Евдокимовны Лабзиной (1758—1828) / Предисл. и примеч. Б. Л. Модзалевского; вступ. ст. С. Ф. Ольденбурга. — Репринтное издание 1914 г. — СПб.: Альфарет, 2011. — 200 с.

## Портреты
- Художник Владимир Боровиковский. Портрет А. Е. Лабзиной с воспитанницей С. Мудровой. 1803 год. ГТГ.
- Гравюра, выполненная П. И. Масловским с портрета кисти А. Л. Витберга, 1810 г.
- Скульптор Иван Прокофьев. Бюст Е. А. Лабзиной. 1802. Терракота.53 х 41 х 32. Государственный Русский музей, Санкт-Петербург.